# 马哈德
马哈德（Mahad），是印度马哈拉施特拉邦賴加德縣的一个城镇。总人口24275（2001年）。

## 人口
该地2001年总人口24275人，其中男性12778人，女性11497人；0—6岁人口2952人，其中男1595人，女1357人；识字率79.35%，其中男性为81.98%，女性为76.44%。